# 圣多明我圣殿 (锡耶纳)
43°19′11.04″N 11°19′36.99″E / 43.3197333°N 11.3269417°E

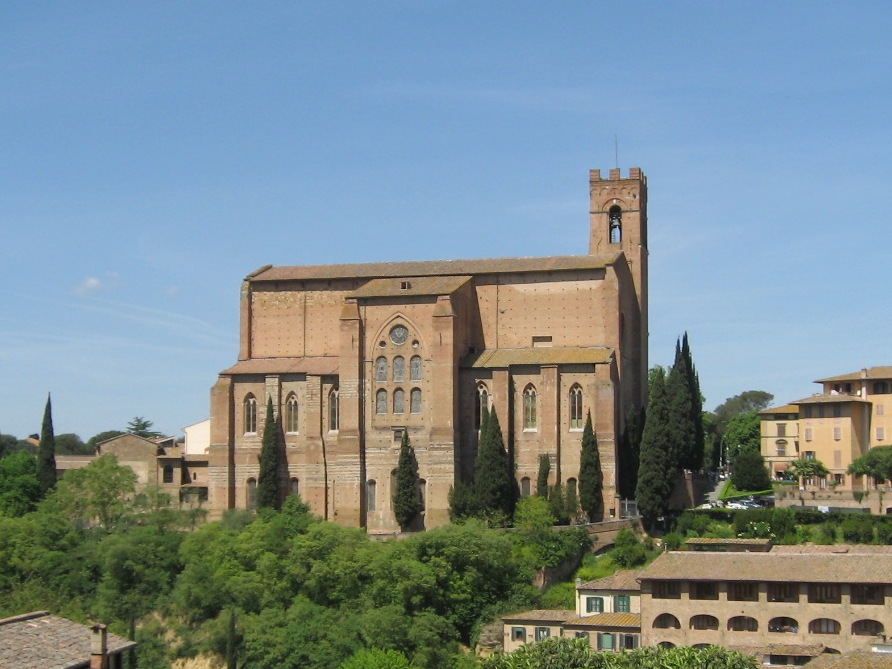
圣多明我圣殿

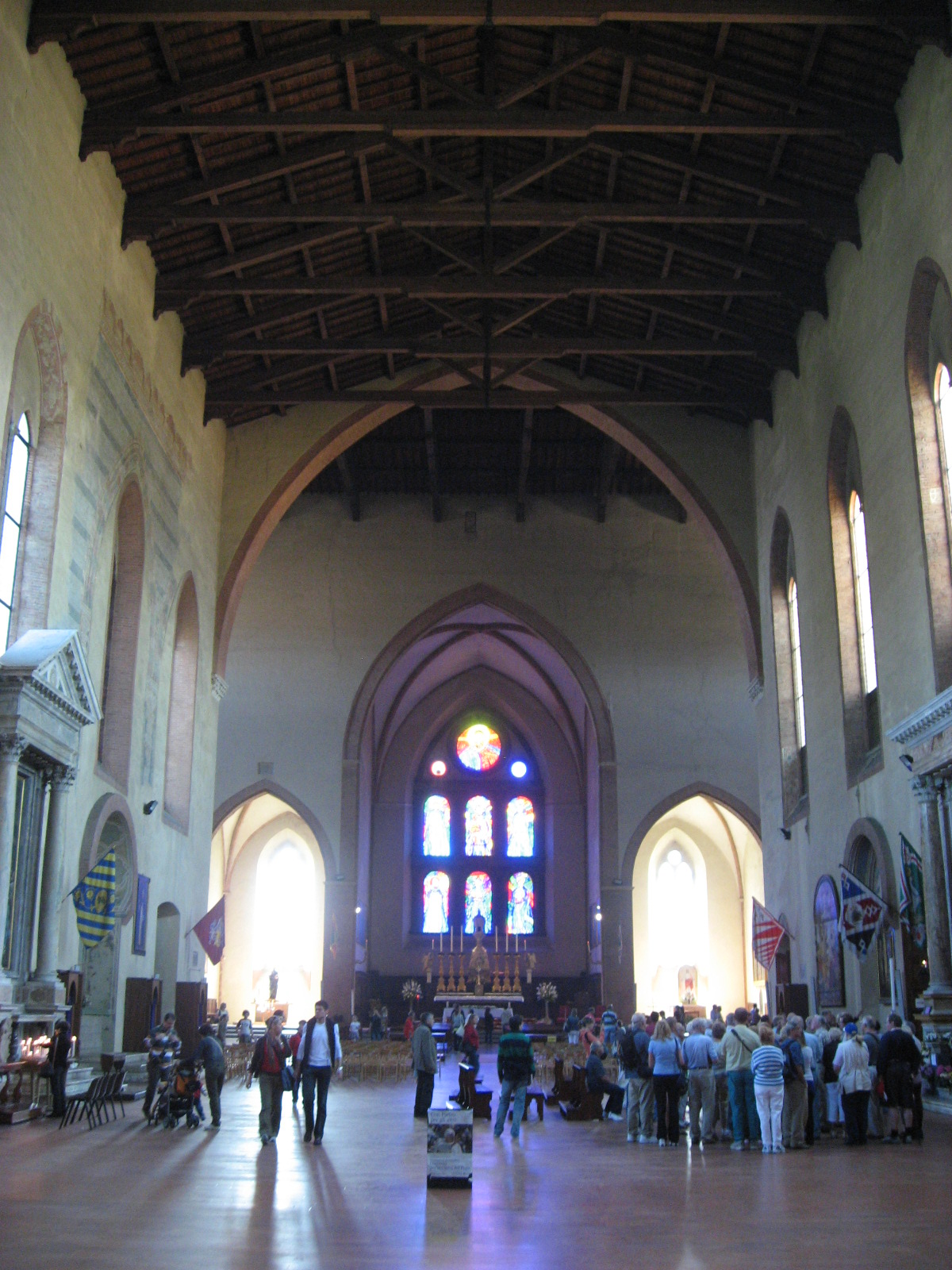
内部

圣多明哥圣殿 (Basilica di San Domenico）是意大利托斯卡纳大区锡耶纳的一座，始建于1226-1265年，14世纪扩建为目前的哥特式建筑，有一座高耸的钟楼（1798年地震后变矮）。
中殿左侧为“圣母子”，右侧第一个祭台有锡耶纳的圣加大利纳（Santa Caterina da Siena）的圣物箱，圣加大利纳礼拜堂收藏有她的头和拇指，还有索多马所绘的《圣加大利纳昏厥和神魂超拔》，和弗朗切斯科瓦尼的《圣加大利纳驱魔》。

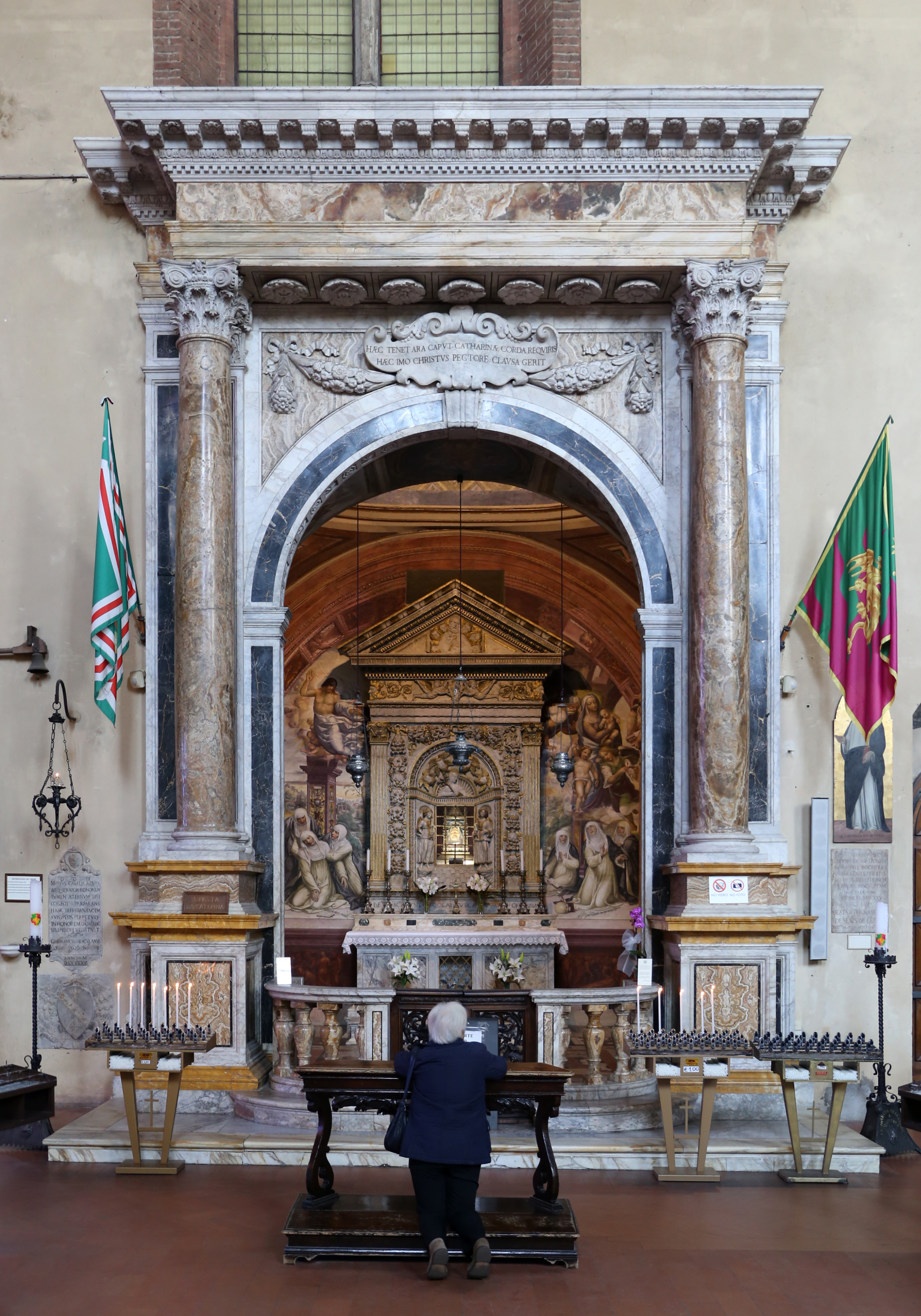
圣加大利纳礼拜堂